# Gert Lothar Haberland
Gert Lothar Haberland (* 15. Juni 1928 in Uerdingen; † 29. September  2014 in Wuppertal) war ein deutscher Manager und Pharmakologe. Er war Direktor der Bayer AG und im Stiftungsrat der Bayer Stiftungen sowie Professor an der Medizinisch-pharmakologischen Fakultät der Rheinischen Friedrich-Wilhelms-Universität in Bonn.

## Leben
Er war ein Sohn des späteren Vorstandsvorsitzenden der Bayer AG, Ulrich Haberland. Haberland war seit 1972 korrespondierendes Mitglied der Akademie der Wissenschaften und der Literatur in Mainz (Mathematisch-Naturwissenschaftliche Klasse) sowie in deren Kommission für medizinische Forschung. Gert Lothar Haberland starb am 29. September 2014 in Wuppertal.

## Publikationen
- Untersuchungen über die Bedeutung von Wetterfaktoren bei der experimentellen Entzündung der Ratte (1962), Director R. Domenjoz
- Proteolytische Systeme, Steuerungseinheiten im Organismus, Abhandlungen der Mathematisch-Naturwissenschaftlichen Klasse (1977); Nr. 2, Mainz: Akademie der Wiss. u.d. Literatur, ISBN 3-515-02647-9
- Diverse Abhandlungen über Trasylol-Therapie und Kinine.

## Ehrungen
Gert L.Haberland war seit 1974 Ehrendoktor der Medizinischen Fakultät der Technischen Universität München und seit 2000 Träger des Ehrenrings der Stadt Wuppertal. Haberland war Ehrenvorsitzender des Präsidiums der Technischen Akademie Wuppertal. Seit 1986 war er Träger des Bundesverdienstkreuzes 1. Klasse.